# Stanisław Napierała
Stanisław Napierała (Kalwy, 23 dicembre 1936) è un vescovo cattolico polacco, dal 21 luglio 2012 vescovo emerito di Kalisz.

## Biografia
Stanisław Napierała è nato a Kalwy, un villaggio nel comune di Buk, il 23 dicembre 1936 da Stanisław e Maria (nata Moskalik). È cresciuto nella fattoria di famiglia nel voivodato della Grande Polonia.

### Formazione e ministero sacerdotale
Ha compiuto gli studi secondari nel seminario minore dell'arcidiocesi di Poznań a Wolsztyn. Nel 1957 ha superato l'esame di maturità a Poznań. Dal 1955 al 1961 ha compiuto gli studi per il sacerdozio presso il seminario arcivescovile di Poznań.
Il 27 maggio 1961 è stato ordinato presbitero per l'arcidiocesi di Poznań da monsignor Antoni Baraniak. Nel 1963 è stato inviato a Roma per studi. Nel 1965 ha conseguito la licenza in teologia dogmatica presso la Pontificia Università Gregoriana. Nel 1968 ha ottenuto il dottorato in teologia dogmatica orientale presso il Pontificio istituto orientale con una tesi intitolata De Christi Ecclesia eiusque visibili capite magna polemica. Indagatio theologica in Vladimiri Solov'ev conceptum unionis ecclesiasticae. Il 27 giugno 1969 l'Accademia di Teologia Cattolica di Varsavia gli ha riconosciuto il dottorato. Nel 1981 ha conseguito l'abilitazione presso la Pontificia Facoltà di Teologia di Cracovia con una tesi intitolata Pojęcie Kościoła partykularnego w dokumentach i aktach Soboru Watykańskiego II (Il concetto di Chiesa particolare nei documenti e negli atti del Concilio Vaticano II).
Tornato in patria è stato docente di teologia dogmatica presso la Pontificia Facoltà di Teologia di Poznań dal 1969 al 1992; segretario degli arcivescovi Antoni Baraniak dal 1969 al 1977 e Jerzy Strób dal 1978 al 1979 e rettore del seminario arcivescovile di Poznań dal 1º settembre 1979 al 30 giugno 1982.
Ha anche tenuto lezioni di teologia orientale presso l'Accademia di teologia cattolica di Varsavia nell'anno accademico 1969/1970 e presso il Punto di consultazione dell'Accademia di teologia cattolica di Gorzów Wielkopolski dal 1973 al 1977.

### Ministero episcopale
Il 25 agosto 1980 papa Giovanni Paolo II lo ha nominato vescovo ausiliare di Poznań e titolare di San Leone. Ha ricevuto l'ordinazione episcopale il 5 ottobre successivo nella cattedrale dei Santi Pietro e Paolo a Poznań dall'arcivescovo metropolita di Poznań Jerzy Stroba, co-consacranti i vescovi ausiliari della stessa arcidiocesi Tadeusz Etter e Marian Przykucki. Come motto ha scelto l'espressione "Ut vitam habeant". Ha prestato servizio come vicario generale.
Il 25 marzo 1992 lo stesso pontefice lo ha nominato primo vescovo della nuova diocesi di Kalisz. Ha presso possesso della diocesi il 12 aprile successivo con una cerimonia nella cattedrale di San Nicola a Kalisz.
Dal 1998 al 2003 ha ricoperto anche l'incarico di professore associato presso l'Università Adam Mickiewicz di Poznań dove ha tenuto conferenze su ecumenismo e teologia orientale presso la Facoltà di teologia.
Nel novembre del 2005 ha compiuto la visita ad limina.
Il 21 luglio 2012 papa Benedetto XVI ha accettato la sua rinuncia al governo pastorale della diocesi. Ha continuato a reggere la diocesi come amministratore apostolico fino al 12 settembre successivo, giorno dell'ingresso in diocesi del suo successore.
In seno alla Conferenza episcopale polacca è stato segretario del comitato nazionale dell'Anno Santo del 1975 dal 1973 al 1975; segretario della commissione per l'attuazione delle risoluzioni del Concilio Vaticano II; co-organizzatore del II congresso eucaristico nazionale in Polonia del 1987; membro della commissione per l'ecumenismo; membro della commissione per i seminari; membro della commissione per l'apostolato dei laici; membro del comitato per l'educazione cattolica e membro del consiglio scientifico e di assistenza per le scuole cattoliche in Polonia.
Nel 2020 è stato accusato dai media di non aver avviato un procedimento canonico contro due ecclesiastici sotto il suo controllo accusati di abusi sessuali su minori, nonostante gli fossero state notificate le accuse. In un caso, il sacerdote è stato legalmente condannato da un tribunale in un procedimento penale. I giornalisti che descrivevano questi casi hanno inviato le notifiche sulle sue omissioni all'arcivescovo metropolita di Poznań e alla nunziatura apostolica in Polonia sulla base di quanto disposto dal motu proprio Vos estis lux mundi. L'arcivescovo metropolita di Poznań Stanisław Gądecki ha condotto le indagini. Il 25 giugno 2021, l'arcidiocesi di Poznań ha annunciato che l'indagine aveva riscontrato che in un caso il vescovo non ha adempiuto ai suoi doveri in modo non intenzionale e che quindi la Santa Sede gli ha raccomandato di fare una donazione alla Fondazione "San Giuseppe", istituita dalla Conferenza episcopale polacca per prevenire gli abusi sessuali nella Chiesa cattolica, e di non partecipare a feste ed eventi pubblici.
Nel 2004 gli è stata concessa la cittadinanza onoraria di Kalisz. Nel 2012 ha ricevuto la medaglia al merito della terra di Skalmierzyce dal comune e dal consiglio comunale di Nowe Skalmierzyce.
Nel 2016 è stato insignito della statuetta dell'Ippolito d'oro, insieme al titolo di personalità eccezionale del lavoro, dalla Società Hipolit Cegielski.

## Genealogia episcopale
La genealogia episcopale è:
- Cardinale Scipione Rebiba
- Cardinale Giulio Antonio Santorio
- Cardinale Girolamo Bernerio, O.P.
- Vescovo Claudio Rangoni
- Arcivescovo Wawrzyniec Gembicki
- Arcivescovo Jan Wężyk
- Vescovo Piotr Gembicki
- Vescovo Jan Gembicki
- Vescovo Bonawentura Madaliński
- Vescovo Jan Małachowski
- Arcivescovo Stanisław Szembek
- Vescovo Felicjan Konstanty Szaniawski
- Vescovo Andrzej Stanisław Załuski
- Arcivescovo Adam Ignacy Komorowski
- Arcivescovo Władysław Aleksander Łubieński
- Vescovo Andrzej Mikołaj Stanisław Kostka Młodziejowski
- Arcivescovo Kasper Kazimierz Cieciszowski
- Vescovo Franciszek Borgiasz Mackiewicz
- Vescovo Michał Piwnicki
- Arcivescovo Ignacy Ludwik Pawłowski
- Arcivescovo Kazimierz Roch Dmochowski
- Arcivescovo Wacław Żyliński
- Vescovo Aleksander Kazimierz Bereśniewicz
- Arcivescovo Szymon Marcin Kozłowski
- Vescovo Mečislovas Leonardas Paliulionis
- Arcivescovo Bolesław Hieronim Kłopotowski
- Arcivescovo Jerzy Józef Elizeusz Szembek
- Vescovo Stanisław Kazimierz Zdzitowiecki
- Cardinale Aleksander Kakowski
- Cardinale August Hlond, S.D.B.
- Cardinale Stefan Wyszyński
- Arcivescovo Antoni Baraniak, S.D.B.
- Arcivescovo Jerzy Stroba
- Vescovo Stanisław Napierała